# Marie Alžběta z Lichtenštejna
Marie Alžběta z Lichtenštejna (německy Marie Elisabeth von und zu Liechtenstein, 3. května 1683, Lichtenštejn – 4. května 1744, Vídeň) byla lichtenštejnská princezna a manželka prince Leopolda Šlesvicko-Holštýnského.

## Život
Marie Alžběta z Lichtenštejna byla dcerou lichtenštejnského knížete Jana Adama Ondřeje a jeho manželky moravské hraběnky Erdmundy Marie z Ditrichštejna. Měla 11 sourozenců, z toho 3 mladší sestry Gabrielu (* 1692), Marii Terezii (* 1694), Marii Dominiku (* 1698).
Dětství prožila v Lichtenštejnsku, věnovala se studiu jazyků, kromě němčiny také španělštiny a francouzštiny. V mládí byla krásná, laskavá, vtipná a velmi zbožná.

### Manželství
Marie Alžběta se poprvé provdala za Maxmiliána II. z Lichtenštejna, toto manželství však nebylo šťastné, manželé si nerozuměli a neměli žádné děti. Po Maxmiliánově smrti si Marie Alžběta hledala nového manžela.
Po několika jednáních se Marie Alžběta 28. února 1713 provdala podruhé, tentokrát za Leopolda Šlesvicko-Holštýnsko-Sonderbursko-Wiesenburského. Pár spolu dobře vycházel a společně měl 5 dětí.
Pár měl 5 dcer :
- Tereza Marie Anna (19. prosince 1713 – 14. července 1745), ⚭ 1735 Jan Alois I. z Oettingen-Spielbergu (18. března 1707 – 16. února 1780)
- Eleonora (18. prosince 1715 – 18. dubna 1760), ⚭ 1731 Giuseppe Maria Gonzaga (20. března 1690 – 16. srpna 1746), vévoda z Guastally
- Marie Gabriela Felicitas (22. října 1716 – 13. června 1798), ⚭ 1735 Karel Bedřich z Fürstenbergu (9. srpna 1714 – 7. září 1744)
- Marie Šarlota Antonie (12. února 1718 – 4. června 1765), ⚭ 1736 Karel Tomáš, 3. kníže von Löwenstein-Wertheim-Rochefort (7. března 1714 – 6. června 1789)
- Marie Antonie Hedvika (17. ledna 1721 – 26. března 1735)

## Závěr života
V šedesáti letech Marie Alžběta onemocněla a několik měsíců přežívala, nakonec však nemoci podlehla 4. května 1744 ve věku 61 let ve Vídni.